# Les Chapelles

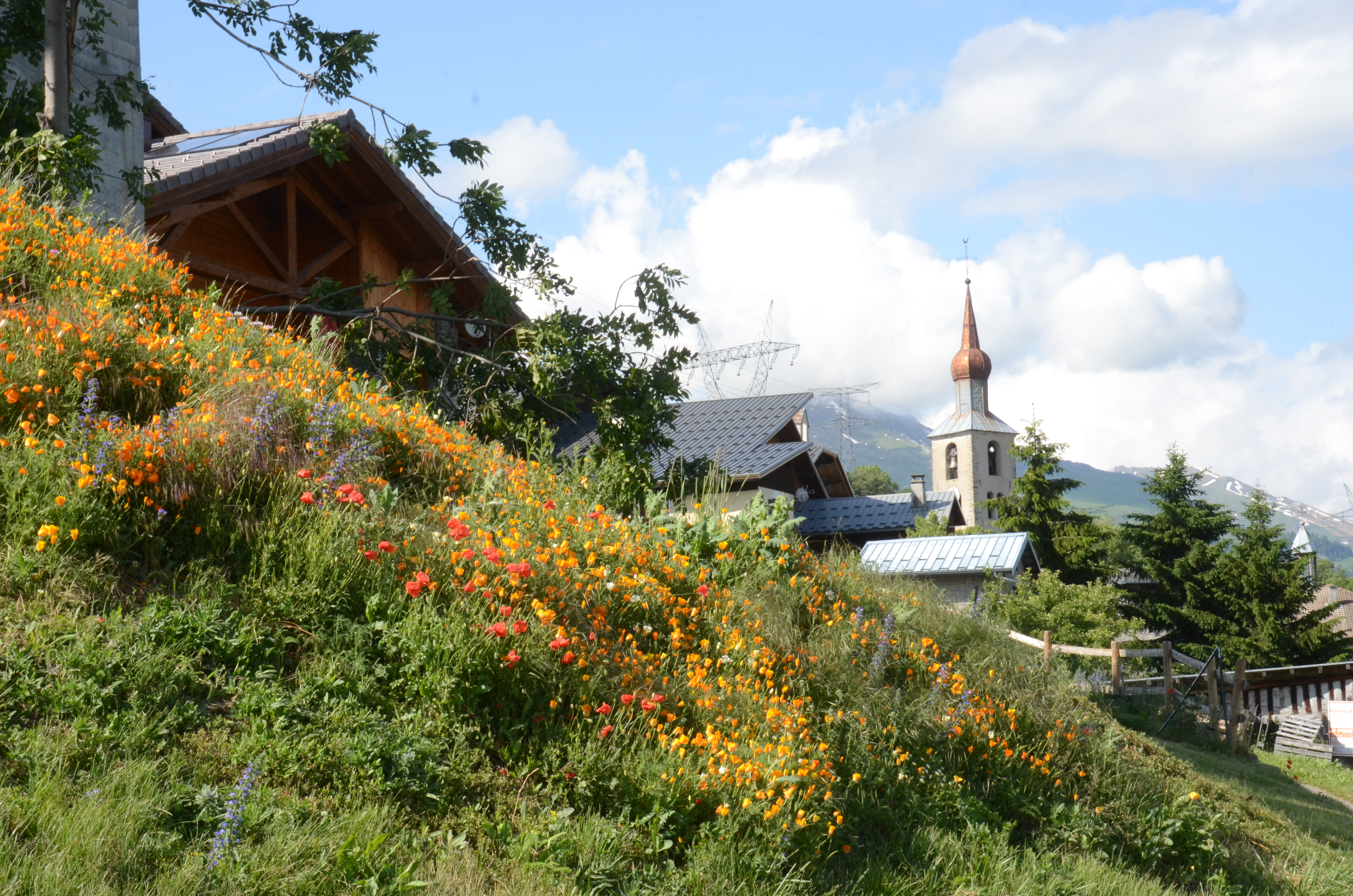
Les Chapelles (2013)

Les Chapelles ist eine französische Gemeinde mit 566 Einwohnern (Stand: 1. Januar 2022) im Département Savoie in der Region Auvergne-Rhône-Alpes. Les Chapelles gehört zum Kanton Bourg-Saint-Maurice im Arrondissement Albertville und ist Mitglied im Gemeindeverband Communauté de communes de Haute Tarentaise.

## Geografie
Les Chapelles liegt etwa 63 Kilometer östlich von Chambéry und etwa 27 Kilometer ostsüdöstlich von Albertville. Umgeben wird Les Chapelles von den Nachbargemeinden Bourg-Saint-Maurice im Norden und Osten, La Plagne Tarentaise im Süden und Westen sowie Beaufort im Nordwesten.

## Bevölkerungsentwicklung
| Jahr                       | 1954 | 1962 | 1968 | 1975 | 1982 | 1990 | 1999 | 2006 | 2013 |
| -------------------------- | ---- | ---- | ---- | ---- | ---- | ---- | ---- | ---- | ---- |
| Einwohner                  | 425  | 379  | 310  | 264  | 266  | 258  | 368  | 472  | 540  |
| Quellen: Cassini und INSEE |      |      |      |      |      |      |      |      |      |

## Sehenswürdigkeiten
- Kirche Saint-Martin

## Persönlichkeiten
- Alexis Billiet (1783–1873), Kardinal (ab 1861), Bischof von Saint-Jean-Maurienne (1825–1840) und Erzbischof von Chambéry (1840–1873)